# کامپونوگارا
کامپونوگارا (به ایتالیایی: Camponogara) یک منطقهٔ مسکونی در ایتالیا است که در استان ونیز واقع شده‌است.

## خصوصیات
کامپونوگارا ۲۱ کیلومترمربع مساحت و ۱۳٬۱۸۷ نفر جمعیت دارد و ۵ متر بالاتر از سطح دریا واقع شده‌است.

## خواهرخوانده
شهر فوسانو خواهرخواندهٔ کامپونوگارا هست.